# Wojciech Łukowski
Wojciech Łukowski – polski politolog, doktor habilitowany nauk humanistycznych, profesor nadzwyczajny Uniwersytetu Warszawskiego wykładowca Wydziału Nauk Politycznych i Studiów Międzynarodowych Uniwersytetu Warszawskiego.

## Życiorys
W 1981 ukończył studia w Instytucie Nauk Politycznych Wydziału Dziennikarstwa i Nauk Politycznych Uniwersytetu Warszawskiego, w którym został w 1982 zatrudniony. W 1990 uzyskał na tym samym wydziale stopień naukowy doktora nauk humanistycznych w zakresie nauk o polityce, specjalność: nauki o polityce na podstawie dysertacji pt. Kryzys legitymacji współczesnego państwa kapitalistycznego w teorii Jürgena Habermasa i w poszukiwaniach ideologicznych Socjaldemokratycznej Partii Niemiec. Tam też w 2003 otrzymał stopień doktora habilitowanego nauk humanistycznych w zakresie nauk o polityce, specjalność: nauki o polityce na podstawie dorobku naukowego oraz rozprawy pt. Społeczne tworzenie ojczyzn. Studium tożsamości mieszkańców Mazur. Został profesorem nadzwyczajnym UW na Wydziale Nauk Politycznych i Studiów Międzynarodowych.

## Wybrane publikacje
- Czy Polska stanie się krajem imigracyjnym?, Warszawa: ISS UW, 1997.
- Mazury. W poszukiwaniu wizerunku regionu?, Warszawa: Scholar, 1998.
- Społeczne tworzenie ojczyzn. Studium tożsamości mieszkańców Mazur, Warszawa: Scholar, 2002.
- Polscy pracownicy na rynku pracy Unii Europejskiej na przełomie wieków, Warszawa: ISS UW, 2004[2].